# ヤング@ハート (映画)
『ヤング@ハート』（Young@Heart）は、イギリスで制作されたドキュメンタリー映画。2007年7月にロサンゼルス映画祭で先行上映され、2008年に劇場公開された。

## 概要
アメリカ合衆国マサチューセッツ州のコーラス・グループ、ヤング@ハートを題材としている。練習風景、団員へのインタビュー、メンバーとの死別、コンサートの模様などを収録。当初はイギリスのデジタル・チャンネルのために作られた50分のドキュメンタリーで、その後、劇場公開されることとなった。
日本公開は2008年11月8日。日本語字幕は戸田奈津子が担当した。2010年3月、ヤング@ハートの日本公演を記念して、一部劇場で再上映されている。フランスでは、タイトルを『I Feel Good!』に変更して、2008年12月24日に公開された。

## 登場人物
- ボブ・シルマン（音楽監督、指揮）（吹替：中田譲治）
- アイリーン・ホール（団員、1983年加入）（吹替：鈴木れい子）
- スタン・ゴールドマン（団員、2004年加入）（吹替：岩田安男）
- ドーラ・B・パーカー（団員、2002年加入）（吹替：真山亜子）
- レニー・フォンティン（団員、1998年加入）（吹替：伊井篤史）
- フレッド・ニトル（団員、1992年加入）（吹替：五王四郎）
- スティーヴ・マーティン（団員、2000年加入）
- ジョー・ベノア（吹替：関口篤）

他

## 作中で歌われた楽曲
- ステイ・オア・ゴー（ザ・クラッシュ）
- スキッツォフレニア（ソニック・ユース）
- アイ・フィール・グッド（ジェームス・ブラウン）
- アイ・ウォナ・ビー・シデイテッド（ラモーンズ）
- イエス・ウィ・キャン・キャン（アラン・トゥーサン）
- 見つめていたい（ポリス）
- パープル・ヘイズ（ジミ・ヘンドリックス）
- ゴールデン・イヤーズ（デヴィッド・ボウイ）
- フィックス・ユー（コールドプレイ）
- あなただけを（ジェファーソン・エアプレイン）
- ロード・トゥ・ノーホエア（トーキング・ヘッズ）
- ダンシン・イン・ザ・ダーク（ブルース・スプリングスティーン）
- いつまでも若く（ボブ・ディラン）
- ステイン・アライヴ（ビージーズ）
- 愛の哀しみ（プリンス）
- シーズ・ノット・ゼア（ゾンビーズ）

## 評価
スティーヴン・ホールデンは、2008年4月9日付の『ニューヨーク・タイムズ』において、「音楽を作ることと友情とユーモアのセンスで、老齢にありがちな憂鬱を寄せ付けないでいる、元気な老人達の姿を映し出している」と評している。
ロサンゼルス映画祭、アトランタ映画祭、ワルシャワ映画祭で観客賞を受賞しており、Rose d’OrLight Entertainment Festivalでは金のバラ賞を受賞した。
2008年度の日本公開映画を対象に選出した映画館大賞では、85位に達した。

## DVD
2008年9月16日にDVD化された。日本では2009年5月20日にポニーキャニオンから発売され、初回盤セルDVDは、クイーン「バイシクル・レース」を歌うシーン等の映像特典も含んでいる。